# Kenttäsaari (ö i Lappland, Norra Lappland, lat 69,35, long 27,51)
Kenttäsaari, nordsamiska: Kieddsuálui, är en ö i Finland. Den ligger i sjön Sammuttijärvi och i kommunen Enare i den ekonomiska regionen Norra Lappland och landskapet Lappland, i den norra delen av landet, 1 000 km norr om huvudstaden Helsingfors. Öns area är 9,2 hektar och dess största längd är 0,7 kilometer i sydväst-nordöstlig riktning.